# نهائي دوري المؤتمر الأوروبي 2024
نهائي دوري المؤتمر الأوروبي 2024 هو المباراة النهائية لبطولة دوري المؤتمر الأوروبي 2023–24 وهو الموسم الثالث من بطولة كرة القدم الأوروبية للأندية التي ينظمها الاتحاد الأوروبي لكرة القدم. أقيمت هذه المباراة بين نادي أولمبياكوس وفيورنتينا و فاز نادي أولمبياكوس 1-0 أقيمت المباراة النهائيّة في 29 مايو 2024.
تأهل نادي أولمبياكوس الفائز بالمباراة النهائيّة (وبالتالي بالبطولة ككل) لمرحلة الدوري في الدوري الأوروبي 2024–25، ما لم يكن قد تأهلَ بالفعل لدوري أبطال أوروبا أو الدوري الأوروبي بحسبِ مركزه في الدوري.

## المباراة النهائيّة
سيتمُّ تحديد الفريق المُضيف من خلال قرعة إضافية تُقام بعد قرعة ربع النهائي ونصف النهائي.
| أولمبياكوس    | 1–0 (ب.و.إ.) | فيورنتينا |
| ------------- | ------------ | --------- |
| - الكعبي 116' | تقرير        |           |

| أولمبياكوس | فيورنتينا |

|  | رجل المباراة: أيوب الكعبي (أولمبياكوس) |  | قواعد المباراة - 90 دقيقة - 30 دقيقة من الوقت الإضافي في حالة تعادل الفريقان في الوقتِ الرسمي - ضربات الجزاء الترجيحية إذا ظلَّت النتيجة على وقعِ التعادل - اثنا عشر لاعبًا في قائمة الاحتياط - خمسة استبدالات كحد أقصى، مع السماح بسادس في الوقت الإضافي |

## ملحوظات
1. ↑  رغمَ السماح بالتغييرات الخمسة، فلا يحقُّ للفريق توقيف المباراة من أجلِ إجراء التغييرات الخمسة إلّا في ثلاث مرات كحدٍ أقصى، مع إضافة مرّة رابعة في الوقت الإضافي.